# Santeros de Aguada
O Santeros de Aguada é um clube profissional de basquetebol situada na cidade de Aguada, Porto Rico que disputa atualmente a BSN. Manda seus jogos no Coliseu Ismael Delgado com capacidade para 7.500 espectadores.